# Parque de las Naciones (Oberá)

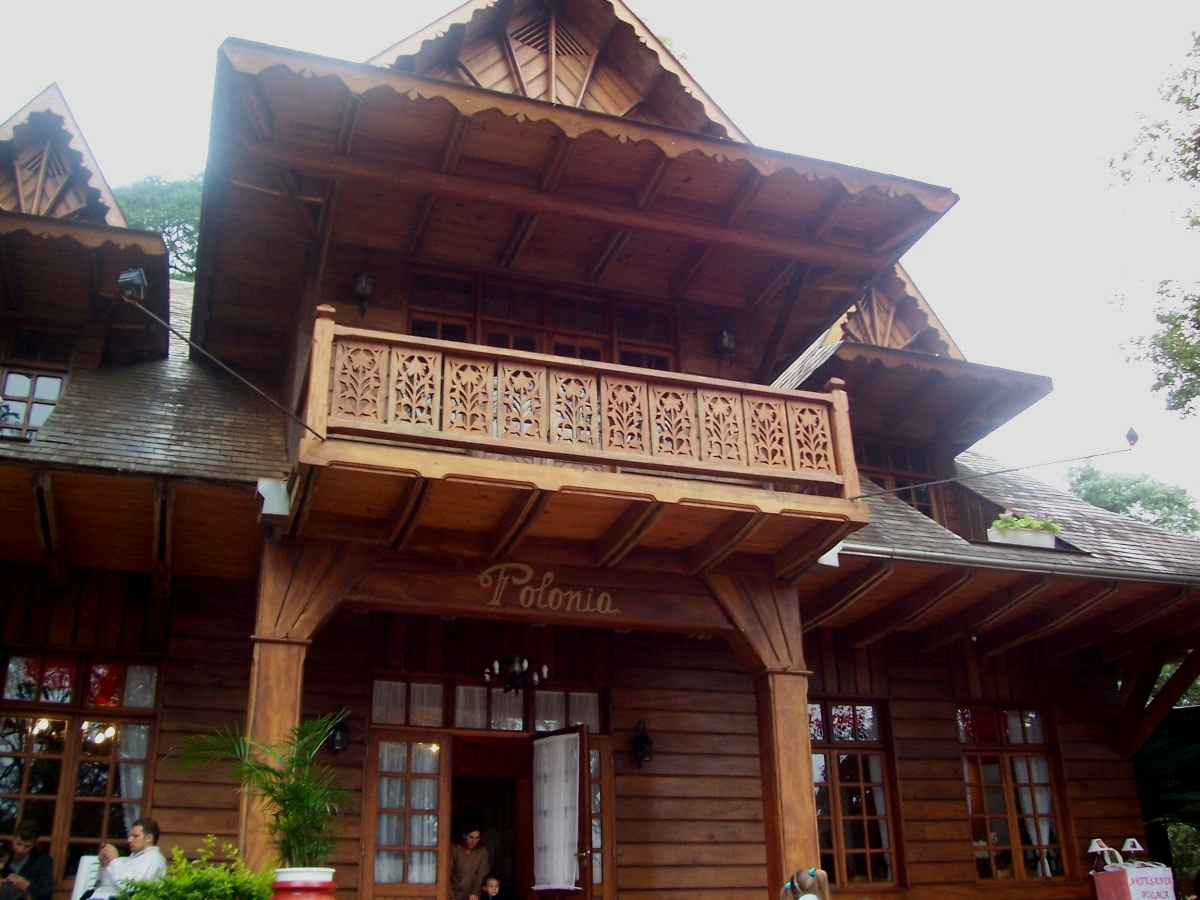
La casa de la colectividad Polaca, en el Parque de las Naciones.

El Parque de las Naciones es un predio de aproximadamente 10 ha que se encuentra en la ciudad de Oberá, Provincia de Misiones, Argentina y tiene la particularidad de ser la sede permanente de la Fiesta Nacional del Inmigrante que se realiza año a año, durante el mes de septiembre.
El parque se encuentra a escasos kilómetros del centro de la ciudad, demarcado por la calle Ucrania, la Ruta Nacional 14 y la Avenida Andresito. En él se encuentran emplazadas las 14 casas típicas de cada una de las colectividades, así como, el Museo Histórico y de Ciencias Naturales Municipal y la sede de la Federación de Colectividades, ente organizador de la fiesta.
Desde 1980, la Fiesta del Inmigrante era realizaba en el Complejo Deportivo Municipal Ian Barney, cedido por el municipio para este evento. Con el pasar de los años, la fiesta adquirió popularidad a nivel provincial y nacional, siendo hoy en día la celebración más importante de la provincia de Misiones. Con la creciente popularidad, el número de visitantes también fue aumentando, quedando chico el predio del Complejo Municipal. Por lo que después de 17 ediciones realizadas en aquel lugar, en 1998, la fiesta es trasladada al Parque de las Naciones, el cual recibe por edición a más de 120.000 personas que lo visitan.